# كامل آقديك
أحمد كامل آقديك بن عثمان (1278 - 1360 هـ / 1861 - 1941 م) هو خطاط تركي.
أخذ الثلث والنسخ عن سامي أفندي. دُعي إلى القاهرة مرتين وله فيها آثار. توفي سنة 1360 هـ ودفن في مقابر أبي أيوب الأنصاري.